# Lambda Hydrae
Lambda Hydrae (λ Hya / 41 Hydrae) es una estrella en la constelación de la Hidra.
De magnitud aparente +3,61, es la octava más brillante de su constelación.
Se encuentra a 113 años luz del sistema solar.
Lambda Hydrae es una gigante naranja de tipo espectral K0IIICN, en donde las letras «CN» indican que es una estrella rica en cianógeno (CN).
Su temperatura efectiva es de 4940 ± 34 K.
Es 46 veces más luminosa que el Sol y tiene un diámetro 10 veces más grande que el diámetro solar.
Gira sobre sí misma con una velocidad de rotación proyectada de 1,9 km/s.
Presenta un contenido metálico superior al solar, siendo su índice de metalicidad [Fe/H] = +0,10.
Elementos como cobalto, silicio y manganeso son significativamente más abundantes; el contenido de este último metal es tres veces más elevado que en nuestra estrella.
Tiene una edad de 1080 ± 290 millones de años y, con una masa entre 1,41 y 1,62 masas solares, su cinemática corresponde a la de una estrella del disco fino.
Lambda Hydrae es una binaria espectroscópica —su naturaleza binaria se conoce por el desplazamiento Doppler de sus líneas espectrales— con un período orbital de 1585,8 días (4,34 años).
La excentricidad de la órbita es ε = 0,14.